# Premi AVN a l'artista masculí de l'any
El Premi AVN a l'Artista masculí de l'any és un premi que l'empresa de la indústria del sexe AVN atorga anualment des de la creació del premi el 1993.
El primer destinatari del premi va ser Rocco Siffredi, qui el va rebre als 10ns Premis AVN de 1993. Fins al 2021, Manuel Ferrara és l’actor pornogràfic més guardonat amb sis premis, seguit de Lexington Steele, Mick Blue i Evan Stone amb tres premis, mentre que quatre actors pornogràfics - Rocco Siffredi, James Deen, Small Hands i Tom Byron – han guanyat el premi dos cops. James Deen és el receptor del premi més jove, amb 22 anys. El receptor més recent és Small Hands, honorat als 38ns Premis AVN de 2021.

## Guanyadors i nominats

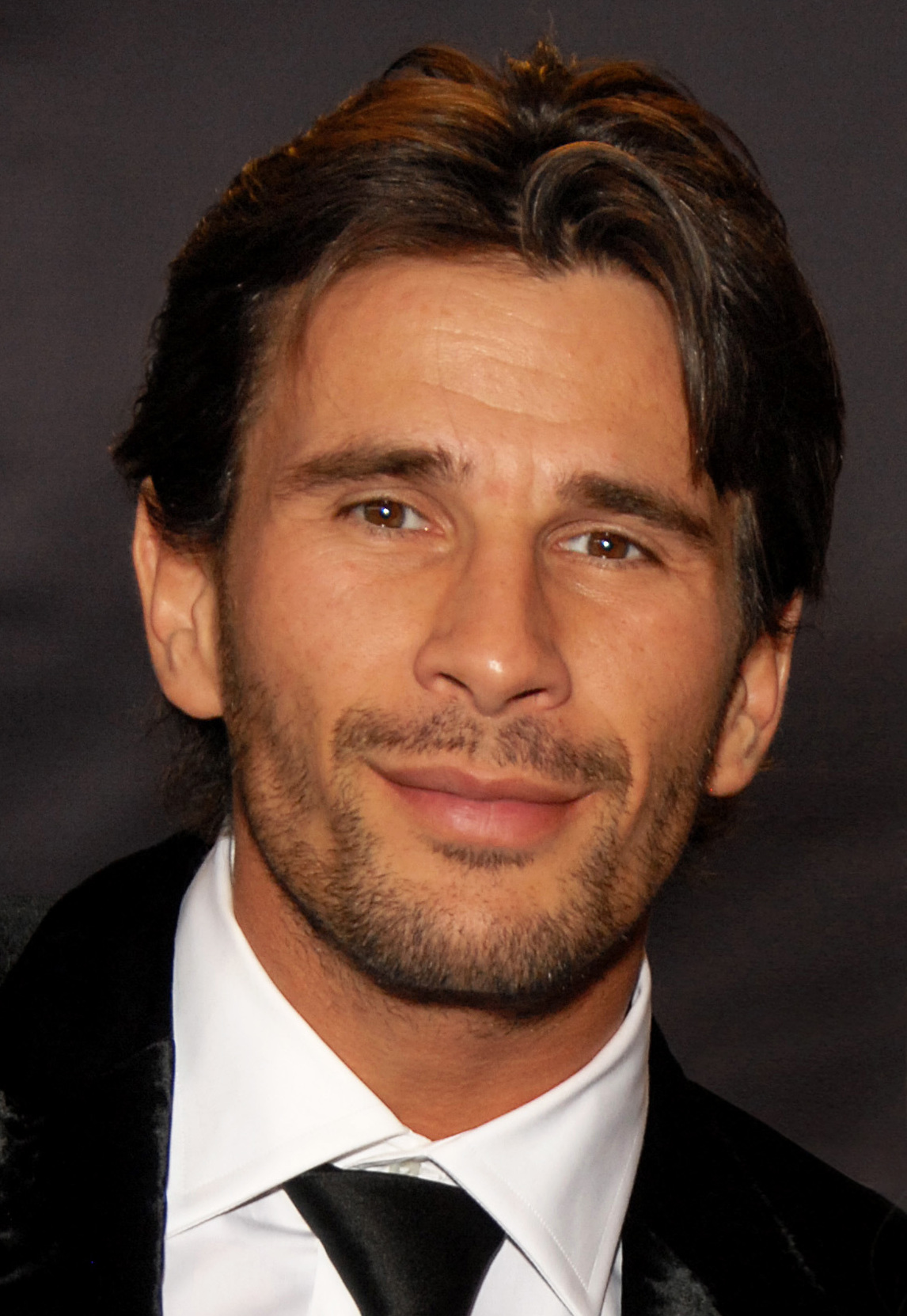
Manuel Ferrara ha estat el més guardonat (sis cops).

### Dècada del 1990
| Any  | Foto | Guanyador       | Nominat(s) | Ref(s)                      |
| ---- | --- | --------------- | --- | --------------------------- |
| 1993 | | Rocco Siffredi  | Mike Horner | [ 1 ] [ 4 ] [ 5 ] [ 6 ]     |
| 1994 | | Jonathan Morgan | - T. T. Boy - Jon Dough - Steve Drake - Mike Horner - Sean Michaels - Rocco Siffredi - Joey Silvera - Max Steiner - Marc Wallice                                                   | [ 7 ] [ 8 ] [ 9 ] [ 10 ]    |
| 1995 | | Jon Dough       | - Sean Michaels - Alex Sanders | [ 11 ] [ 12 ] [ 13 ]        |
| 1996 | | Rocco Siffredi  | - T. T. Boy - Jon Dough - Steve Hatcher - Steven St. Croix - Alex Sanders - Tony Tedeschi                                                                                          | [ 14 ] [ 15 ] [ 16 ]        |
| 1997 | | T. T. Boy       | - Tom Byron - Mark Davis - Sean Michaels - Rodney Moore - Jonathan Morgan - Ed Powers - Steven St. Croix - Alex Sanders - Rocco Siffredi - Jake Steed - Max Steiner - Vince Vouyer | [ 17 ] [ 18 ] [ 19 ] [ 20 ] |
| 1998 | | Tom Byron       | - Mark Davis - Rod Fontana - Jack Hammer - Dave Hardman - Mr. Marcus - Sean Michaels - Rodney Moore - Ed Powers - Jake Steed - Max Steiner - Vince Vouyer                          | [ 21 ] [ 22 ] [ 23 ]        |
| 1999 | - Christoph Clark - Van Damage - Dave Hardman - Brandon Iron - Mr. Marcus - Sean Michaels - Alex Sanders - Kyle Stone - Vince Vouyer | Tom Byron       | [ 24 ] [ 25 ] [ 26 ] |                             |

### Dècada del 2000
| Any  | Foto | Guanyador        | Nominats | Ref(s)                      |
| ---- | --- | ---------------- | --- | --------------------------- |
| 2000 | | Lexington Steele | - Chris Cannon - Christoph Clark - Luciano - Mr. Marcus - Sean Michaels - Herschel Savage - Rocco Siffredi - Randy Spears                                                                                 | [ 27 ] [ 28 ] [ 29 ]        |
| 2001 | | Evan Stone       | - Mark Davis - Dillion Day - Erik Everhard - Max Hardcore - Dave Hardman - Luciano - Mr. Marcus - Rocco Siffredi - Randy Spears - Nacho Vidal                                                             | [ 30 ] [ 31 ] [ 32 ] [ 33 ] |
| 2002 | | Lexington Steele | - Christoph Clark - Anthony Crane - Dillion Day - Mr. Marcus - Rocco Siffredi - Evan Stone - Brian Surewood - Nacho Vidal                                                                                 | [ 34 ] [ 35 ] [ 36 ] [ 37 ] |
| 2003 | - Mark Davis - Dillon Day - Erik Everhard - Brandon Iron - Mr. Marcus - Wesley Pipes - Steven St. Croix - Michael Stefano - Evan Stone - Lee Stone - Brian Surewood                          | Lexington Steele | [ 38 ] [ 39 ] |                             |
| 2004 | | Michael Stefano  | - Jay Ashley - T. T. Boy - Erik Everhard - Brandon Iron - Julian - Nick Manning - Mr. Pete - Randy Spears - Steven St. Croix - Lexington Steele - Evan Stone - Mark Wood                                  | [ 40 ] [ 41 ]               |
| 2005 | | Manuel Ferrara   | - T. T. Boy - Ben English - Kurt Lockwood - Mr. Marcus - Mr. Pete - Randy Spears - Michael Stefano - Evan Stone - Mark Wood                                                                               | [ 42 ] [ 43 ] [ 44 ]        |
| 2006 | - Otto Bauer - Erik Everhard - Tommy Gunn - Kurt Lockwood - Mr. Marcus - Sean Michaels - Mr. Pete - Randy Spears - Lexington Steele - Michael Stefano - Evan Stone - Lee Stone - John Strong | Manuel Ferrara   | [ 45 ] [ 46 ] |                             |
| 2007 | | Tommy Gunn       | - Mark Ashley - Marco Banderas - James Deen - Erik Everhard - Manuel Ferrara - Kurt Lockwood - Scott Nails - Justin Slayer - Lexington Steele - Michael Stefano - Evan Stone - John Strong - Tony T.      | [ 47 ] [ 48 ] [ 49 ]        |
| 2008 | | Evan Stone       | - Marco Banderas - James Deen - Shane Diesel - Erik Everhard - Manuel Ferrara - Tommy Gunn - Dirty Harry - Jean Val Jean - Charlie Macc - Nick Manning - Mr. Marcus - Mr. Pete - Randy Spears - Mark Wood | [ 50 ] [ 51 ]               |
| 2009 | | James Deen       | - Mark Ashley - Marco Banderas - Mick Blue - Tom Byron - Erik Everhard - Manuel Ferrara - Tommy Gunn - Shorty Mac - Nick Manning - Randy Spears - Michael Stefano - Steven St. Croix - Evan Stone         | [ 52 ] [ 53 ]               |

### Dècada del 2010
| Any  | Foto | Guanyador      | Nominats | Ref(s)        |
| ---- | --- | -------------- | --- | ------------- |
| 2010 | | Manuel Ferrara | - Marco Banderas - Mick Blue - Tom Byron - James Deen - Tony DeSergio - Erik Everhard - Mr. Marcus - Sean Michaels - Mr. Pete - Rocco Reed - Anthony Rosano - Evan Stone - Rico Strong - Prince Yahshua          | [ 54 ] [ 55 ] |
| 2011 | | Evan Stone     | - Mick Blue - Tom Byron - James Deen - Erik Everhard - Manuel Ferrara - Tommy Gunn - Keiran Lee - Mr. Marcus - Scott Nails - Mr. Pete - Rocco Reed - Anthony Rosano - Keni Styles - Prince Yahshua               | [ 56 ] [ 57 ] |
| 2012 | | Manuel Ferrara | - Mick Blue - Tom Byron - James Deen - Erik Everhard - Tommy Gunn - Keiran Lee - Ramón Nomar - Mr. Pete - Rocco Reed - Anthony Rosano - Lexington Steele - Evan Stone - Nacho Vidal - Prince Yahshua             | [ 58 ] [ 59 ] |
| 2013 | | James Deen     | - Mike Adriano - Mick Blue - Xander Corvus - Erik Everhard - Manuel Ferrara - Keiran Lee - Mandingo - Ramón Nomar - Mr. Pete - Tommy Pistol - Toni Ribas - Evan Stone - Nacho Vidal - Prince Yahshua             | [ 60 ] [ 61 ] |
| 2014 | | Manuel Ferrara | - Mick Blue - Xander Corvus - James Deen - Ryan Driller - Erik Everhard - Keiran Lee - Ryan Madison - Mandingo - Ramón Nomar - Tommy Pistol - Toni Ribas - Lexington Steele - Christian XXX - Prince Yahshua     | [ 62 ] [ 63 ] |
| 2015 | | Mick Blue      | - Mike Adriano - Xander Corvus - James Deen - Erik Everhard - Manuel Ferrara - Keiran Lee - Mr. Pete - Ramon Nomar - Tommy Pistol - Toni Ribas - Johnny Sins - Lexington Steele - Chris Strokes - Prince Yahshua | [ 64 ] [ 65 ] |
| 2016 | - Flash Brown - Xander Corvus - James Deen - Erik Everhard - Manuel Ferrara - Keiran Lee - Ramon Nomar - Tommy Pistol - Toni Ribas - Lexington Steele - Steven St. Croix - Chad White - Prince Yahshua              | Mick Blue      | [ 66 ] [ 67 ] |               |
| 2017 | - Xander Corvus - James Deen - Ryan Driller - Markus Dupree - Manuel Ferrara - Small Hands - Keiran Lee - Mandingo - Derrick Pierce - Tommy Pistol - Toni Ribas - Lexington Steele - Chris Strokes - Prince Yahshua | Mick Blue      | [ 68 ] [ 69 ] |               |
| 2018 | | Markus Dupree  | - Mick Blue - Xander Corvus - Charles Dera - Manuel Ferrara - Ricky Johnson - Keiran Lee - Mandingo - Ramón Nomar - Tommy Pistol - Toni Ribas - Johnny Sins - Jean Val Jean - Chad White - Prince Yahshua        | [ 70 ] [ 71 ] |
| 2019 | | Manuel Ferrara | - Mick Blue - Xander Corvus - James Deen - Dredd - Markus Dupree - Small Hands - Steve Holmes - Ricky Johnson - Jessy Jones - Keiran Lee - Mandingo - Ramón Nomar - Tommy Pistol - Johnny Sins                   | [ 72 ] [ 73 ] |

### Dècada del 2020
| Any  | Foto | Guanyador   | Nominats | Ref(s)        |
| ---- | --- | ----------- | --- | ------------- |
| 2020 | | Small Hands | - Mick Blue - Xander Corvus - Charles Dera - Ryan Driller - Markus Dupree - Manuel Ferrara - Seth Gamble - Steve Holmes - Ricky Johnson - Keiran Lee - Isiah Maxwell - Ramón Nomar - Derrick Pierce - Tommy Pistol            | [ 74 ] [ 75 ] |
| 2021 | - Mick Blue - Xander Corvus - Charles Dera - Damon Dice - Markus Dupree - Manuel Ferrara - Seth Gamble - Ricky Johnson - Keiran Lee - Isiah Maxwell - Ramón Nomar - Tommy Pistol - Jax Slayher - Prince Yahshua | Small Hands | [ 3 ] [ 76 ] |               |
| 2022 | |             | - Mick Blue - Dante Colle - Xander Corvus - Charles Dera - Oliver Flynn - Quinton James - Manuel Ferrara - Seth Gamble - Jax Slayher - Codey Steele - Isiah Maxwell - Ramón Nomar - Tommy Pistol - Zac Wild - Michael Stefano | [ 77 ]        |